# ردة فعل لاندو
منعكس لاندو أو ردة فعل لاندو تشير إلى رد فعل تظهر لدى الرُضَّعٌ اثناء حملهم بشكل أفقي بوضعية الرقود في الهواء.  ردة الفعل هذه تظهر من عمر الثلاث أشهر حتى عمر 12- 24 شهرًا.  ردة الفعل الطبيعية اثناء حمل الرضيع بوضعية الرقود افقياً في الهواء هي المحافظة على الجذع محدب مع رفع الرأس وثني الساقين قليلاً. ردة الفعل تكون ضعيفة لدى الطفال ذوي بمتلازمة الرضيع المرن. وتكون عل مبالغ فيها لدى الرُضَّعٌ ذو فرط التوتر العضلي و التشنج الظهري. 

## التفسير
ردة فعل لاندو غير طبيعية وقد تشير إلى نقص التوتر العضلي أو فرط التوتر العضلي وقد يشير إلى مشكلة في التطور الحركي.